# 이메레티 왕국
이메레티 왕국(조지아어: იმერეთის სამეფო)은 조지아 왕국이 경쟁 왕국들로 해단되던 때 바그라티온 가문의 일원에 의해 1455년에 성립되었다. 그 전에, 이메레티는 조지아의 왕 다비트 6세에 의해 1260년에 왕권을 쥔 바그라티온 왕가의 막내 혈족인, 조지아 왕국에 속한 분리 왕국으로 여겨졌었다. 왕국의 성립은 13세기에 몽골족의 정복으로 속국으로의 정치적 중심지들의 재패치를 강요받아 조지아가 중앙집권이 해제되고 파편이 됐기 때문이다. 그러나, 1455년부터 줄곧, 왕국은 1810년에 러시아로 완전히 합병되기 까지는 조지아, 러시아, 페르시아 그리고 터키 군대들 간의 불변의 전쟁터였다. 이 시대의 진행 과정 전반에 걸쳐, 멩그렐리아, 압하지야, 구리아 왕자국들은 이메레티로부터 그들의 독립을 선언했고, 그들 자신들의 통치기관들을 세웠다.

## 군주 목록

### 이베레티의 첫 번째 왕가
- 다비트 1세 (1258~1293년)
- 콘스탄티네 1세 (1293~1326년)
- 미차엘 (1326~1329년)
- 바그라트 1세 (1329~1330년)
- 알렉산드레 1세
- 게오르게 1세
- 콘스탄틴 2세
- 데메트레 1세
- 데메트리 2세

### 이메레티의 두 번째 왕가
- 바그라트 2세 (1463~1478년)
- 알렉산데르 2세 (1478~1510년)
- 바그라트 3세 (1510~1565년)
- 게오르게 2세 (1565~1585년)
- 레온 (1585~1588년)
- 로스톰 (1588~1589년, 1590~1605년)
- 바그라트 4세 (1589~1590년)
- 게오르게 3세 (1605~1639년)
- 알렉산데르 3세 (1639~1660년)
- 바그라트 5세 (1660~1661년, 1663~1668년, 1669~1678년, 1679~1681년)
- 바흐탕 트추추나슈빌리 (1661~1663년)[1]
- 아르칠 (1661~1663년, 1678~1679년, 1690-1691년, 1695-1696년, 1698년)
- 데메트레 (1663~1664년)[1]
- 기오르기 4세 (1681~1683년)[1]
- 알렉산데르 4세 (1683~1690년, 1691~1695년)
- 시몬 (1699~1701년)
- 게오르게 5세 (1696~1698년)[1]
- 마미아 (1701~1702년, 1711년, 1713년)[1]
- 게오르게 6세 (1702~1707년)[1]
- 게오르게 7세 (1707~1711년, 1712~1713년, 1713~1716년, 1719~1720년)
- 게오르게 8세 (1716년, 1720년)[1]
- 알렉산데르 5세 (1720~1741년, 1742~1752년)
- 게오르게 9세 (1741년)
- 솔로몬 1세 (1752~1766년, 1768~1784년)
- 테이무라즈 (1766~1768년)
- 다비드 2세 (1784~1789년, 1790~1791년)
- 솔로몬 2세 (1789~1790년, 1792~1810년)